# ادی آرنولد (ژیمناست)
ادی آرنولد (ژیمناست) (به انگلیسی: Eddie Arnold (gymnast)) ژیمناست زادهٔ ۲۰ نوامبر ۱۹۴۹ میلادی اهل کشور بریتانیا است.